# Шленкар, Хриша

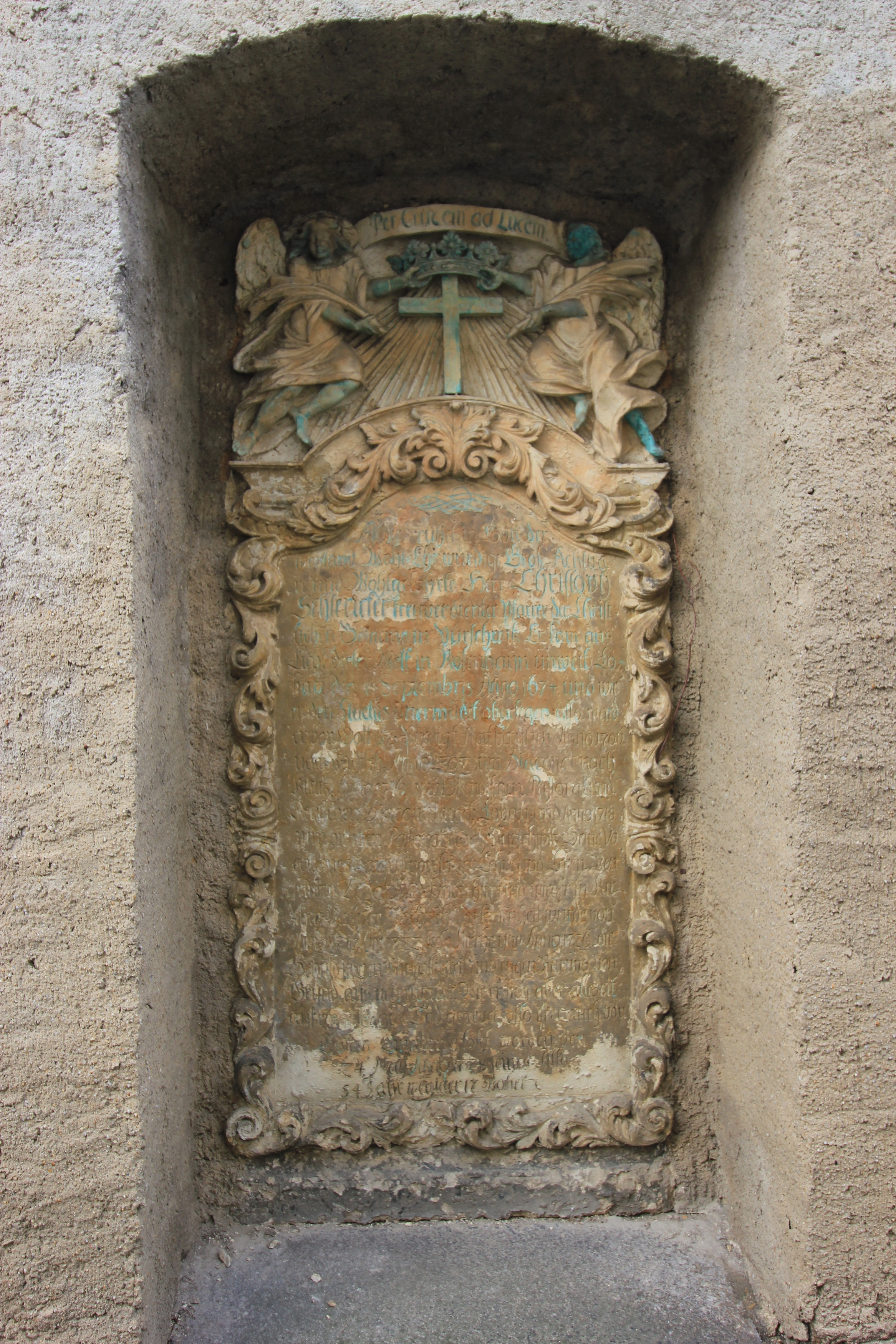
Надгробный памятник на кладбище, деревня Поршицы

Хри́ша Шле́нкар, немецкий вариант — Христоф Шленкер (в.-луж. Chryša Šlenkar, нем. Christoph Schlencker (Schlenker), 4 сентября 1674 года, деревня Рожаны (Розенхайн), курфюршество Саксония — 24 мая 1728 года, деревня Поршицы, курфюршество Саксония) — лютеранский священнослужитель, серболужицкий религиозный деятель и писатель.
Родился в 1624 году в семье садовника в серболужицкой деревне Рожаны (с 1994 года входит в состав города Лёбау). Обучался в местной школе, по окончании которой изучал лютеранское богословие в Лейпциге. В 1706—1707 годах служил лютеранским священнослужителем в деревне Радшов. С 1707 по 1716 года — дьякон храма Пресвятой Троицы в деревне Кетлицы (Китлиц, сегодня входит в состав города Лёбау). В 1716—1718 годах — дьякон и проповедник в Лёбау. С 1718 года — настоятель лютеранской церкви в деревне Поршицы, где служил до своей кончины в 1728 году.
В 1722 году издал сочинения «Der kurzgefaßte kleinere Himmelsweg, deutsch und wendisch» и «Der kurzgefaßte größere Himmelsweg, deutsch und wendisch» с дополнениями на лужицком языке. В 1741 году вышло второе издание сочинения «Der kurzgefaßte größere Himmelsweg, deutsch und wendisch», которое использовалось до 1770 года для чтения в серболужицких школах.
Сочинения
- Der kurzgefaßte kleinere Himmelsweg, deutsch und wendisch
- Der kurzgefaßte größere Himmelsweg, deutsch und wendisch